# 이창복 (1919년)
이창복(李昌福, 1919년 ~ 2003년 7월 20일)은 대한민국의 식물분류학자이다. 본관은 청해.

## 약력
서울대 농대 전신인 수원고등농림학교 임학과를 졸업하고, 평양공립농업학교 교유(일제강점기에 중등 교원을 부르던 말)를 지냈다.
1957년 하버드대 대학원을 졸업하고 1963년 서울대에서 농학박사 학위를 받은 뒤 서울대 농대 교수와 문화재위원 등을 지냈다. 《식물분류학》, 《수목학》 등의 저서를 남겼으며 《대한식물도감》은 식물학도들에게 교과서처럼 사용되고 있다.
서울대학교 농과대학 부속수목원장, 한국문화재보호협회 중앙지도위원, 한국식물분류학회 회장, 재단법인 천리포수목원 이사 등을 역임했다.

## 수상
과학기술상 본상, 은관문화훈장, 국민훈장 모란장 등을 수상했다.

## 참고 자료
- 《대한식물도감》(1982, 향문사)